# Péni (département)
Pour les articles ayant des titres homophones, voir Penny (homonymie) et Peny.
Cet article concerne le département ou la commune rurale. Pour le village chef-lieu, voir Péni.
Péni est un département et une commune rurale de la province du Houet, situé dans la région des Hauts-Bassins au Burkina Faso.
En 2006, le dernier recensement comptabilisait 34 057 habitants.

## Villages
Le département et la commune rurale est administrativement composé de vingt-quatre villages, dont le village chef-lieu homonyme (données de population du recensement général de 2006) :
- Dabokiri (ou Dabokry) (744 habitants)
- Dissini (639 habitants)
- Dodougou (1 524 habitants)
- Dogossesso (1 268 habitants)
- Donfara (26 habitants)
- Dounousso (816 habitants)
- Finlandé (581 habitants)
- Gnafongo (2 921 habitants)
- Kodara (1 248 habitants)
- Koumandara (1 799 habitants)
- Lanfièra (2 211 habitants)
- Marabagasso (4 415 habitants)
- Mê (1 207 habitants)
- Moussobadougou (2 019 habitants)
- Nakala (1 170 habitants)
- Nongondougou (900 habitants)
- Noumoudara (1 007 habitants)
- Péni (4 034 habitants), chef-lieu
- Samaradougou (1 249 habitants)
- Sokourani (370 habitants)
- Taga (1 043 habitants)
- Tiéméredji (Gouégoué) (948 habitants)
- Tien (1 411 habitants)
- Tiougouana (507 habitants)